# Leichtathletik-Jugendafrikameisterschaften 2019
Die 3. Leichtathletik-Jugendafrikameisterschaften fanden vom 16. bis 20. April 2019 im Stade Félix Houphouët-Boigny im westafrikanischen Abidjan statt. Gleichzeitig zu den U18-Bewerben wurden auch die U20-Afrikameisterschaften ausgerichtet.

## Resultate

### Jungen

#### 100 m
| Platz | Athlet             | Land | Zeit (s) |
| ----- | ------------------ | ---- | -------- |
| 1     | Thabang Hlohlolo   | RSA  | 10,61    |
| 2     | Eckhardt Potgieter | RSA  | 10,64    |
| 3     | Vuyo Ndlovu        | RSA  | 10,65    |
| 4     | Muhammed Trawally  | GAM  | 10,70    |
| 5     | Iruoghene Okoro    | NGR  | 10,74    |
| 6     | Ibrahim Fuseini    | GHA  | 10,96    |
| 7     | Lasana Jargu       | GAM  | 10,97    |
| 8     | Efe Sam Agalivie   | NGR  | 11,00    |

Finale: 17. April
Wind: +0,7 m/s

#### 200 m
| Platz | Athlet             | Land | Zeit (s) |
| ----- | ------------------ | ---- | -------- |
| 1     | Sinesipho Dambile  | RSA  | 20,52 CR |
| 2     | Eckhardt Potgieter | RSA  | 21,29    |
| 3     | Israel Dome Anam   | GHA  | 21,42    |
| 4     | Caleb Raj          | SEY  | 21,71    |
| 5     | Iruoghene Okoro    | NGR  | 21,72    |
| 6     | Jesse Josias       | RSA  | 21,76    |
| 7     | Selomon Odonkor    | GHA  | 21,76    |
|       | Muhammad Trawally  | GAM  | DSQ      |

Finale: 19. April
Wind: 0,0 m/s

#### 400 m
| Platz | Athlet              | Land | Zeit (s) |
| ----- | ------------------- | ---- | -------- |
| 1     | Lythe Pillay        | RSA  | 46,26 CR |
| 2     | Brian Onyari Tinega | KEN  | 46,73    |
| 3     | Antonie Nortje      | RSA  | 46,99    |
| 4     | Victor Akhalu       | NGR  | 47,55    |
| 5     | Saidon Jassey       | GAM  | 48,07    |
| 6     | Ahmed Osman Saeed   | GHA  | 48,42    |
| 7     | Emmanuel Mutoa      | KEN  | 48,59    |
|       | Ahmat Moussa        | CHA  | DNS      |

Finale: 17. April

#### 800 m
| Platz | Athlet                   | Land | Zeit (min) |
| ----- | ------------------------ | ---- | ---------- |
| 1     | Guirreh Abdo Razakhassan | DJI  | 1:46,54 CR |
| 2     | Mohamed Ali Gouaned      | ALG  | 1:47,88    |
| 3     | Kenneth Kirui            | KEN  | 1:47,89    |
| 4     | Mehdi Sefrani            | MAR  | 1:55,19    |
| 5     | Abdalla M. Mustafa       | SUD  | 1:55,56    |
| 6     | Mirkana Lellisaturi      | ETH  | 1:58,11    |
| 7     | Habib Salisu             | NGR  | 2:03,99    |
|       | Wilbon Yegon             | KEN  | DNS        |

Finale: 20. April

#### 1500 m
| Platz | Athlet                    | Land | Zeit (min) |
| ----- | ------------------------- | ---- | ---------- |
| 1     | Vincent Kibet Keter       | KEN  | 3:40,28 CR |
| 2     | Fentahun Gezahign Yihun   | ETH  | 3:43,64    |
| 3     | Peter Kibui Wangari       | KEN  | 3:45,50    |
| 4     | Mohamed Farhan            | DJI  | 3:49,63    |
| 5     | Abdinoz Abdirahman Ismael | SOM  | 3:50,88    |
| 6     | Hamza Bouchalikh          | MAR  | 3:51,78    |
| 7     | Mehdi Nabil               | DJI  | 3:52,65    |
| 8     | Ayyoub Taleb              | ALG  | 3:55,61    |

16. April

#### 3000 m
| Platz | Athlet                  | Land | Zeit (min) |
| ----- | ----------------------- | ---- | ---------- |
| 1     | Emmanuel Korir Kiplagat | KEN  | 8:14,32    |
| 2     | Gezahegn Yihun Fantamun | ETH  | 8:14,51    |
| 3     | Gideon Kipkertich Ronoh | KEN  | 8:17,83    |
| 4     | Jean-Marie Bukuru       | BDI  | 8:20,81    |
| 5     | Dan Chebet              | UGA  | 8:32,45    |
| 6     | Hassan Idleh Diraneh    | DJI  | 8:35,67    |
| 7     | Thebe Semoko            | LES  | 8:47,51    |
| 8     | Abderahmane Daoud       | ALG  | 8:55,83    |

18. April

#### 10.000 m Bahngehen
| Platz | Athlet               | Land | Zeit (min) |
| ----- | -------------------- | ---- | ---------- |
| 1     | Abdenour Ameur       | ALG  | 51:15,21   |
| 2     | Hussein Ahmed Osama  | EGY  | 52:47,83   |
| 3     | Oussama Aouina       | TUN  | 53:19,19   |
| 4     | Ismail Benhammouda   | ALG  | 54:31,98   |
| 5     | Fathi Labiadh        | TUN  | 56:24,34   |
|       | Fikadu Tilahun       | ETH  | DNF        |
|       | Chikhoui Ahmed       | TUN  | DNS        |
|       | Gassmi Mohamed Amine | TUN  | DNS        |

19. April

#### 110 m Hürden
| Platz | Athlet               | Land | Zeit (s) |
| ----- | -------------------- | ---- | -------- |
| 1     | Reinhardt Strauss    | RSA  | 13,92 CR |
| 2     | Jorin Leonard Bangue | CMR  | 13,93    |
| 3     | Youssef Badwy        | EGY  | 14,17    |
| 4     | Mohamed Benmansour   | ALG  | 13,67    |
| 5     | Abdulazeez Jimoh     | NGR  | 14,79    |
| 6     | Hamza Lhfas          | MAR  | 14,89    |
| 7     | Johan Herve Allesse  | CIV  | 15,75    |
| 8     | Yebinam Koffi        | CIV  | 15,91    |

Finale: 18. April
Wind: +0,1 m/s

#### 400 m Hürden
| Platz | Athlet                | Land | Zeit (s) |
| ----- | --------------------- | ---- | -------- |
| 1     | Luciano Custodio      | RSA  | 52,53    |
| 2     | Okure Ndikponke       | NGR  | 53,39    |
| 3     | Youssef Badwy         | EGY  | 53,49    |
| 4     | Patrick Mwandi        | KEN  | 53,74    |
| 5     | Baraka Mbithe Meshack | KEN  | 53,79    |
| 6     | Isaac Akpan           | NGR  | 54,65    |
| 7     | Mohamed Aroui         | MAR  | 54,70    |
| 8     | Hamza Elouazny        | MAR  | 56,65    |

Finale: 20. April

#### 2000 m Hindernis
| Platz | Athlet               | Land | Zeit (min) |
| ----- | -------------------- | ---- | ---------- |
| 1     | Bikila Tadese Takele | ETH  | 5:35,47 CR |
| 2     | Kibet Chepkwony      | KEN  | 5:37,36    |
| 3     | Ronald Kipngetich    | KEN  | 5:39,21    |
| 4     | Abel Yemane          | ERI  | 5:44,10    |
| 5     | Dedi Jedidi          | TUN  | 6:22,79    |
| 6     | Amadou Barry         | CIV  | 7:03,07    |
| 7     | Lognon Kadu Ouattara | CIV  | 7:27,06    |

17. April

#### Sprintstaffel (100 m – 200 m – 300 m – 400 m)
| Platz | Land           | Athleten                       | Zeit (min) |
| ----- | -------------- | ------------------------------ | ---------- |
| 1     | Südafrika      | Sinesipho Dambile Lythe Pillay | 1:49,50 CR |
| 2     | Nigeria        |                                | 1:53,56    |
| 3     | Gambia         |                                | 1:55,18    |
| 4     | Ghana          |                                | 1:56,01    |
| 5     | Kenia          |                                | 1:57,40    |
| 6     | Marokko        |                                | 1:59,40    |
| 7     | Elfenbeinküste |                                | 2:06,33    |

19. April

#### Hochsprung
| Platz | Athlet                     | Land | Höhe (m) |
| ----- | -------------------------- | ---- | -------- |
| 1     | Omamuyovwi Erhire          | NGR  | 2,08 CR  |
| 2     | Joshua Onezime             | SEY  | 2,06     |
| 3     | Ziad Mohamed Kamal         | EGY  | 2,04     |
| 4     | Ebenezer Gyimah            | GHA  | 2,00     |
| 5     | Mohamed Khouyi             | MAR  | 1,94     |
| 6     | Dennis Kiprotich Chepkwony | KEN  | 1,86     |
| 7     | Nuhu Faye                  | GAM  | 1,86     |
| 8     | Konan Alaman N’Da          | CIV  | 1,70     |

17. April

#### Stabhochsprung
| Platz | Athlet                | Land | Höhe (m) |
| ----- | --------------------- | ---- | -------- |
| 1     | Kyle Rademeyer        | RSA  | 5,10 CR  |
| 2     | Nikolai van Huyssteen | RSA  | 4,80     |
| 3     | Ayndlem Belayabebe    | ETH  | 3,60     |

19. April

#### Weitsprung
| Platz | Athlet              | Land | Weite (m) |
| ----- | ------------------- | ---- | --------- |
| 1     | Jason Tito          | RSA  | 7,40      |
| 2     | Jaugu Sarjo         | GAM  | 6,76      |
| 3     | Olatunde Olaolu     | NGR  | 6,60      |
| 4     | Collins Kipkorir    | KEN  | 6,54      |
| 5     | Sage Armand Diasso  | CIV  | 6,38      |
| 6     | Emmanuel Okoro      | NGR  | 6,34      |
| 7     | Mamadou Wone Guisse | SEN  | 6,65      |
| 8     | Connelias Pennol    | LBR  | 5,59      |

17. April

#### Dreisprung
| Platz | Athlet            | Land | Weite (m) |
| ----- | ----------------- | ---- | --------- |
| 1     | Collins Kipkorir  | KEN  | 14,82     |
| 2     | Omamuyovwi Erhire | NGR  | 14,77     |
| 3     | Jason Tito        | RSA  | 14,57     |
| 4     | Jaugu Sarjo       | GAM  | 14,48     |
| 5     | Nzebou Atoungate  | CIV  | 14,29     |
| 6     | Soualio Kamagate  | CIV  | 14,04     |
| 7     | Hope Okoro        | NGR  | 13,97     |
| 8     | Eric Noba         | BUR  | 13,45     |

18. April

#### Kugelstoßen
| Platz | Athlet                | Land | Weite (m) |
| ----- | --------------------- | ---- | --------- |
| 1     | Mohamed Osama Mohamed | EGY  | 19,52     |
| 2     | Douw Kruger           | RSA  | 19,03     |
| 3     | Wynand Swanepoel      | RSA  | 17,82     |
| 4     | Haile Desta Mekuria   | ETH  | 17,16     |
| 5     | Yasser Ahmed          | EGY  | 16,38     |
| 6     | Martin Chukwudi       | NGR  | 16,16     |
| 7     | Ibrahim Cissé         | MLI  | 13,37     |
| 8     | Charles Gbelia        | LBR  | 12,42     |

17. April

#### Diskuswurf
| Platz | Athlet                     | Land | Weite (m) |
| ----- | -------------------------- | ---- | --------- |
| 1     | Mohamed Osama Mohamed      | EGY  | 58,91     |
| 2     | Wynand Swanepoel           | RSA  | 57,64     |
| 3     | Douw Kruger                | RSA  | 51,10     |
| 4     | Bekele Getachew            | ETH  | 50,56     |
| 5     | Ahmed Yasser Abdel Moneim  | EGY  | 50,47     |
| 6     | Martin Chukwudi Amalagaoge | NGR  | 46,05     |
| 7     | Abdelmalik Benziada        | ALG  | 45,79     |
| 8     | Bahbouh Mohamed Skander    | ALG  | 44,80     |

20. April 2019

#### Hammerwurf
| Platz | Athlet              | Land | Weite (m) |
| ----- | ------------------- | ---- | --------- |
| 1     | Mohamed Saeed       | EGY  | 68,66 CR  |
| 2     | Abdelmalak Benziada | ALG  | 56,36     |
| 3     | Mentesnot Mersha    | ETH  | 54,19     |

18. April

#### Speerwurf
| Platz | Athlet              | Land | Weite (m) |
| ----- | ------------------- | ---- | --------- |
| 1     | Chinecherem Nnamdi  | NGR  | 74,71 CR  |
| 2     | Serge Armand Diasso | CIV  | 46,36     |
| 3     | Losani Konate       | BUR  | 43,17     |
| 4     | Omer Kouassi Koffi  | CIV  | 42,50     |

18. April

#### Achtkampf
| Platz | Athlet             | Land | Punkte  |
| ----- | ------------------ | ---- | ------- |
| 1     | Bansabra Ayoub     | ALG  | 5382 CR |
| 2     | Jordane Quirin     | MRI  | 5238    |
| 3     | Yusuf Rasheed      | NGR  | 5139    |
| 4     | Boudrah Badreddine | ALG  | 4976    |
| 5     | Yacouba Loué       | BUR  | 4831    |
| 6     | Ben Ammamra Mahdi  | TUN  | 4702    |
| 7     | Konate Lossani     | BUR  | 4608    |
| 8     | Kiendreboego Eloi  | BUR  | 4402    |

19./20. April

### Mädchen

#### 100 m
| Platz | Athlet              | Land | Zeit (s) |
| ----- | ------------------- | ---- | -------- |
| 1     | Miandi van Staden   | RSA  | 12,00    |
| 2     | Jalika Bajinka      | GAM  | 12,02    |
| 3     | Praise Ofoku        | NGR  | 12,02    |
| 4     | Anita Taviore       | NGR  | 12,19    |
| 5     | Charlize Eilerd     | RSA  | 12,24    |
| 6     | N’Da Akissi Kouassi | CIV  | 12,31    |
| 7     | Nyimasata Jawneh    | GAM  | 12,42    |
| 8     | Gifty Oku           | GHA  | 12,88    |

Finale: 17. April
Wind: +0,3 m/s

#### 200 m
| Platz | Athlet                  | Land | Zeit (s) |
| ----- | ----------------------- | ---- | -------- |
| 1     | Favour Ofili            | NGR  | 23,38 CR |
| 2     | Anita Taviore           | NGR  | 24,07    |
| 3     | Binta Jallow            | GAM  | 24,13    |
| 4     | Jalika Bajinka          | GAM  | 24,19    |
| 5     | Imane Mekrazi           | MAR  | 24,49    |
| 6     | Nyimasata Jawneh        | GAM  | 24,65    |
| 7     | Elke van der Westhuizen | RSA  | 24,71    |
| 8     | Miandi van Staden       | RSA  | 24,91    |

Finale: 18. April
Wind: +0,3 m/s

#### 400 m
| Platz | Athlet                  | Land | Zeit (s) |
| ----- | ----------------------- | ---- | -------- |
| 1     | Favour Ofili            | NGR  | 52,28 CR |
| 2     | Linda Kageha            | KEN  | 52,52 PB |
| 3     | Amy Naude               | RSA  | 54,29    |
| 4     | Binta Jallow            | GAM  | 54,98 NR |
| 5     | Patricia Adu Acquah     | GHA  | 55,51    |
| 6     | Elke van der Westhuizen | RSA  | 56,33    |
| 7     | Mireille Yalda Zoula    | CMR  | 56,35    |
|       | Grace Obour             | GHA  | DSQ      |

Finale: 17. April
Grace Obour aus Ghana gewann ursprünglich in 52,59 s die Bronzemedaille, wurde aber im Nachhinein disqualifiziert, da die Veranstalter sie in der U18-Altersklasse antreten ließen, obwohl der ghanaische Verband die Athletin für die U20-Klasse angemeldet hatte.

#### 800 m
| Platz | Athletin           | Land | Zeit (min) |
| ----- | ------------------ | ---- | ---------- |
| 1     | Prudence Sekgodiso | RSA  | 2:07,03    |
| 2     | Sheila Chepkosgei  | KEN  | 2:07,45    |
| 3     | Nelly Chepchirchir | KEN  | 2:07,90    |
| 4     | Saneh Alem Kahasek | GHA  | 2:09,52    |
| 5     | Adeyinka Bamtefa   | NGR  | 2:11,61    |
| 6     | Noura Lamzaoui     | ALG  | 2:12,02    |
| 7     | Nouhaila Rabil     | MAR  | 2:13,13    |
| 8     | Privilege Chikara  | ZIM  | 2:13,73    |

Finale: 20. April

#### 1500 m
| Platz | Athlet                  | Land | Zeit (min) |
| ----- | ----------------------- | ---- | ---------- |
| 1     | Meryem Azrour           | MAR  | 4:20,14    |
| 2     | Janet Nyiva             | KEN  | 4:20,43    |
| 3     | Almaz Girma Tilahun     | ETH  | 4:21,97    |
| 4     | Maureen Cherotich Rutoh | KEN  | 4:24,90    |
| 5     | Carmie Prisloo          | RSA  | 4:25,89    |
| 6     | Hiwot Fiori             | ERI  | 4:26,40    |
| 7     | Rebecca Chelangat       | UGA  | 4:36,71    |
| 8     | Kaddy Mamburay          | GAM  | 4:41,98    |

16. April

#### 3000 m
| Platz | Athlet             | Land | Zeit (min) |
| ----- | ------------------ | ---- | ---------- |
| 1     | Zena Jemutai Yego  | KEN  | 09:13,23   |
| 2     | Deborah Chemutai   | KEN  | 09:13,42   |
| 3     | Amare Berheteha    | ETH  | 09:14,72   |
| 4     | Sharon Chepkiarmbo | UGA  | 09:50,86   |
| 5     | Moumouni Assibi    | GHA  | 10:13,66   |
| 6     | Isatou Jarra       | GAM  | 11:00,90   |
| 7     | Djenebou Hien      | CIV  | 13:05,50   |

17. April

#### 5000 m Bahngehen
| Platz | Athlet                        | Land | Zeit (min) |
| ----- | ----------------------------- | ---- | ---------- |
| 1     | Melissa Touloun               | ALG  | 25:45,29   |
| 2     | Wolde Mariamme Tasebiya Worku | ETH  | 26:02,54   |
| 3     | Soumaya Mannai                | TUN  | 27:55,83   |
| 4     | Unzenza Ladisa                | COG  | 29:02,71   |
|       | Ikbel Khlayfi                 | TUN  | DNS        |
|       | HAdir Makki                   | TUN  | DNS        |

20. April

#### 100 m Hürden
| Platz | Athlet                   | Land | Zeit (s) |
| ----- | ------------------------ | ---- | -------- |
| 1     | Kayla van der Bergh      | RSA  | 13,50    |
| 2     | Rahil Hamel              | ALG  | 14,02    |
| 3     | Madina Touré             | BUR  | 14,53    |
| 4     | Safietou Boye            | SEN  | 15,37    |
| 5     | Dounia Bamous            | MAR  | 15,94    |
| 6     | Iris Vannessa Kemonsiehi | CIV  | 16,23    |
| 7     | Djamilatou Sanou         | BUR  | 16,79    |
|       | Eseroghene Awusa         | NGR  | DNS      |

Finale: 18. April
Wind: +1,4 m/s

#### 400 m Hürden
| Platz | Athlet                   | Land | Zeit (s) |
| ----- | ------------------------ | ---- | -------- |
| 1     | Sarah Ochigbo            | NGR  | 63,13    |
| 2     | Saphietou Boye           | SEN  | 65,97    |
| 3     | Djamilatou Sanou         | BUR  | 66,24    |
| 4     | Asmae Mekrzi             | MAR  | 67,78    |
| 5     | Dorpasie Samba Evedieu   | CGO  | 69,60    |
| 6     | Kouadio Yah Nadia Nadege | CIV  | 72,28    |

20. April

#### 2000 m Hindernis
| Platz | Athlet            | Land | Zeit (min) |
| ----- | ----------------- | ---- | ---------- |
| 1     | Judy Jerotich     | KEN  | 6:47,96    |
| 2     | Zerfe Wondemagegn | ETH  | 6:50,40    |
| 3     | Dorothy Jepkoech  | KEN  | 7:06,89    |
| 4     | Soukaina el-Haji  | MAR  | 7:11,82    |

20. April 

#### Sprintstaffel (100 m – 200 m – 300 m – 400 m)
| Platz | Land           | Athleten     | Zeit (min) |
| ----- | -------------- | ------------ | ---------- |
| 1     | Nigeria        | Favour Ofili | 2:11,93    |
| 2     | Gambia         |              | 2:12,21    |
| 3     | Südafrika      |              | 2:12,33    |
| 4     | Elfenbeinküste |              | 2:19,32    |
| 5     | Senegal        |              | 2:31,29    |

19. April

#### Hochsprung
| Platz | Athlet             | Land | Höhe (m) |
| ----- | ------------------ | ---- | -------- |
| 1     | Jeanne Visser      | RSA  | 1,73     |
| 2     | Saly Sarr          | SEN  | 1,69     |
| 3     | Laurentine Fouda   | CMR  | 1,60     |
| 4     | Assiya Elhafyan    | MAR  | 1,55     |
| 5     | Atalanta Ugochukwu | NGR  | 1,50     |
| 6     | Akoya Koffi        | CIV  | 1,45     |
| 7     | Zalika Hanou       | NGR  | 1,45     |
|       | Grace Bidi         | CIV  | NM       |

17. April

#### Weitsprung
| Platz | Athlet             | Land | Weite (m) |
| ----- | ------------------ | ---- | --------- |
| 1     | Nolwazi Mashaba    | RSA  | 5,82 CR   |
| 2     | Joane Gerber       | RSA  | 5,80      |
| 3     | Ruona Adogbeji     | NGR  | 5,56      |
| 4     | Dounia Bamous      | MAR  | 5,35      |
| 5     | Odette van Wyk     | RSA  | 5,35      |
| 6     | Laurentine Fouda   | CMR  | 5,33      |
| 7     | Gedakuleni Diriba  | ETH  | 5,07      |
| 8     | Yasmeen Amad Eldin | EGY  | 4,95      |

18. April

#### Dreisprung
| Platz | Athlet            | Land | Weite (m) |
| ----- | ----------------- | ---- | --------- |
| 1     | Nolwazi Mashaba   | CHN  | 12,65 CR  |
| 2     | Boru Sambate Robe | ETH  | 12,06     |
| 3     | Grace Oshiokpu    | NGR  | 11,81     |
| 4     | Madina Touré      | BUR  | 11,65     |
| 5     | Saly Sarr         | SEN  | 11,57 w   |
| 6     | Yasmine Imad      | EGY  | 11,38     |

16. April

#### Kugelstoßen
| Platz | Athlet             | Land | Weite (m) |
| ----- | ------------------ | ---- | --------- |
| 1     | Dane Roets         | RSA  | 17,33 CR  |
| 2     | Miné de Klerk      | RSA  | 16,90     |
| 3     | Dina Amel Farouk   | EGY  | 13,92     |
| 4     | Rolae Sameh Raafat | EGY  | 12,24     |
| 5     | Lawerina Cooper    | LBR  | 12,18     |
| 6     | Ariane Leila Kone  | CIV  | 10,89     |
| 7     | Chaimae Bouchaal   | MAR  | 10,32     |

18. April

#### Diskuswurf
| Platz | Athlet             | Land | Weite (m) |
| ----- | ------------------ | ---- | --------- |
| 1     | Dane Roets         | RSA  | 46,35 CR  |
| 2     | Chaimae Bouchaal   | MAR  | 41,91     |
| 3     | Esther Osisike     | NGR  | 41,28     |
| 4     | Miné de Klerk      | RSA  | 40,62     |
| 5     | Chaima Chouikh     | TUN  | 37,68     |
| 6     | Sam Utitufon James | NGR  | 35,81     |
| 7     | Ariane Leila Kone  | CIV  | 22,81     |

17. April

#### Hammerwurf
| Platz | Athlet                     | Land | Weite (m) |
| ----- | -------------------------- | ---- | --------- |
| 1     | Phethissang Makhethe       | RSA  | 63,51 CR  |
| 2     | Nagla Amel Farouk          | EGY  | 56,23     |
| 3     | Fatima Zohra Tadjine Ikram | ALG  | 53,62     |
| 4     | Osiske Chukwononso         | NGR  | 49,62     |
| 5     | Sam Utitofon James         | NGR  | 37,99     |

20. April

#### Speerwurf
| Platz | Athlet             | Land | Weite (m) |
| ----- | ------------------ | ---- | --------- |
| 1     | Heike De Nyssechen | RSA  | 51,57 CR  |
| 2     | Martha Musai       | KEN  | 48,96     |
| 3     | Zinwefky Shakenaz  | EGY  | 42,98     |
| 4     | Sameh Rola         | EGY  | 40,23     |
|       | Utitofon James     | NGR  | NM        |

19. April

#### Siebenkampf
| Platz | Athlet               | Land | Punkte |
| ----- | -------------------- | ---- | ------ |
| 1     | Saly Sarr            | SEN  | 4005   |
| 2     | Azusa Ese            | NGR  | 3792   |
| 3     | Tamer el-Gebali Gana | EGY  | 3365   |
| 4     | Justine Sanou        | BUR  | 3253   |

19./20. April

## Abkürzungen
| - WR = Weltrekord - WJR = Juniorenweltrekord - OR = olympischer Rekord - YOR = olympischer Jugendrekord - AR = Kontinentalrekord - AJR = Juniorenkontinentalrekord - NR = nationaler Rekord - NJR = nationaler Juniorenrekord - CR = Meisterschaftsrekord - MR = Veranstaltungsrekord | - WB = Weltbestleistung - WJB = Juniorenweltbestleistung - WYB = Jugendweltbestleistung - AB = Kontinentbestleistung - AJB = Juniorenkontinentalbestleistung - AYB = Jugendkontinentalbestleistung - NB = nationale Bestleistung - NJR = nationale Juniorenbestleistung - NYB = nationale Jugendbestleistung | - PB = persönliche Bestleistung - SB = persönliche Saisonbestleistung - QB = Qualifikationsbestleistung - WL = Weltjahresbestleistung - WJL = Juniorenweltjahresbestleistung - WYL = Jugendweltjahresbestleistung - DSQ = disqualifiziert (engl. Disqualified) - DNS = Wettkampf nicht angetreten (engl. Did Not Start) - DNF = Wettkampf nicht beendet (engl. Did Not Finish) |